# Beef on weck
Le beef on weck est un sandwich au rosbif originaire de l'État de New York,,. Beef on weck est un diminutif : le nom complet du sandwich est Roast beef on lummelweck.

## Composition
Du rosbif est placé à l'intérieur d'un pain appelé kummelweck (en). La viande est coupée en fines tranches, servies avec le jus du rôti et du raifort,.
Le kummelweck (parfois appelé kimmelweck), qui donne son nom au sandwich, différencie ce sandwich des autres sandwichs au rosbif tranché : il s'agit d'un petit pain à coque dure mais moelleux à l'intérieur, recouvert de graines de carvi et de gros sel,.

## Origine
L'origine de ce sandwich remonte à la fin du XIXe siècle. Il était notamment vendu avec succès sur un stand tenu par Jacob Roesch sur un marché de Buffalo. Trois générations plus tard, Charlie Roesch continue à commercialiser le beef on weck dans une boutique ouverte depuis 1914 et tenue auparavant par son grand-père puis son père.
William Wahr, un boulanger immigré d'origine allemande, de la Forêt-Noire dans la Souabe, et établi à Buffalo, aurait créé le beef on weck en transformant le schwäbische Seele, une baguette recouverte de sel et de graines de carvi fabriquée dans la Souabe, en une petite version ronde, adaptée aux tavernes. Son sandwich salé aurait déclenché la soif des consommateurs américains, augmentant les ventes de bière. William Wahr aurait nommé son petit pain le kummelweck, à partir de son propre dialecte,. En effet, Kümmel est le mot allemand pour le carvi, et Weck signifie « petit pain » dans le dialecte de la Souabe, région du sud-ouest de l'Allemagne (au lieu de Brötchen dans le nord de l'Allemagne),.
Selon les  archives, William Wahr, né en Allemagne en 1858, s'est installé à Buffalo en 1886 et a tenu une boulangerie au 38, Herman Street jusqu'à sa mort en 1924, et il participait à une association pour immigrants souabes. Mais il n'existe pas de preuve que cela soit bien lui qui ait inventé le beef on weck, simplement une présomption et l'origine précise du sandwich n'est pas connue.